# Montes de la Academia de Ciencias
Los montes de la Academia de Ciencias (ruso, Хребет Академии Наук; tayiko, Qatorkuhi Akademiyai Fanho) es una cordillera en el Pamir occidental de Tayikistán. Se extiende en la dirección del meridiano y está considerado como el núcleo del sistema de los montes Pamir.
El punto más elevado de la cordillera es el pico Ismail Samani, un pico piramidal en tiempos soviéticos llamado Kommunizma (Comunismo). También era el pico más alto de la antigua Unión Soviética. La longitud de los montes de la Academia de Ciencias es de alrededor de 110 km. La cresta de la cordillera tiene un relieve parecido al alpino con 24 cumbres de más de seis mil metros de altitud. El más bajo paso de montaña, Kamaloyak (Камалояк), tiene una altitud de 4,340 m (14,240 ft).
La cordillera está formada por rocas sedimentarias y metamórficas de la era Paleozoica y en parte granitos. Está cubierta con nieves eternas, que alimentan un gran número de grandes glaciares. La superficie total del hielo glaciar es de alrededor de 1.500 km².
La cordillera de la Academia de Ciencias fue descubierta por el geógrafo ruso y explorador del Pamir Nikolai Korzhenevskiy y la bautizó por la Academia Soviética de Ciencias en 1927.